# 153e régiment de chars
Pour les articles homonymes, voir 153e régiment et 153e brigade.
Le 153e régiment de chars (en russe : 153-й танковый полк, abrégé en 153 тп ; traduisible aussi par 153e régiment de tanks), de son nom complet le 153e régiment de chars Smolenskaïa des ordres du Drapeau rouge et de Koutouzov (en russe : 153-й танковый Смоленский Краснознамённый, ордена Кутузова полк) est une unité blindée des forces terrestres russes.
L'unité fait partie de la 47e division de chars de la 1re armée de chars de la Garde, basée à Moulino dans le district militaire ouest.

## Historique
Son histoire remonte à la 153e brigade de chars de l'Armée rouge. Elle est créée le 1er mars 1942 dans le district militaire de Moscou. Pendant la guerre, la brigade de chars fait partie du front de l'Ouest et opère successivement au sein de la 5e armée (2e formation), de la 1re armée de la Garde, de la 2e armée de la Garde et de la 43e armée.
Après la guerre, en novembre 1945, la 153e brigade de chars est réorganisée en 153e régiment de chars, devenant une composante de la 19e division mécanisée de la Garde.
Après 1957, l'unité fait partie de la 26e division de chars de la Garde.
Avant l'effondrement de l'URSS, le 153e régiment était stationné à Hillersleben au sein de la 47e division de chars de la Garde. Le régiment était armé de 96 T-64, 58 véhicules de combat d'infanterie (44 BMP-2, 10 blindés BMP-1, 2 BRM-1K), 2 véhicules blindés de transport de troupes (1 BTR-70, 1 BTR-60), 18 canons automoteurs 2S1, 6 mortiers 2S12 et 5 BMP-1KSh.
En 1997, l'unité est dissoute.
En 2023, l'unité est reformée dans l'oblast de Nijni Novgorod avec les bataillons « Seraphim Sarovsky », « Gorky », « Ivliev »,. Le 153e régiment reçoit 90 chars modernisés T-72B3 (mod. 2022), plusieurs chars anciens T-72B (mod. 1985), des véhicules de reconnaissance BMP-2, BRDM-2 et des obusiers D-30 de 122mm. Le régiment échoue à atteindre l'effectif requis et doit opérer sur le front ukrainien avec un effectif réduit à 600 soldats en mai 2023.
Début 2023, le 153e régiment de chars — faisant partie de la 47e division de chars — rejoint l'Ukraine et participe à la première bataille de Koupiansk.
Le 20 janvier 2024, le 153e régiment occupe le village de Krokhmalne, dans l'oblast de Kharkiv, après avoir chassé la 103e brigade de défense territoriale ukrainienne.